# District de Zirc
Le district de Zirc (en hongrois : Zirci járás) est un des 10 districts du comitat de Veszprém en Hongrie. Il compte 19 516 habitants et rassemble 15 localités : 14 communes et une seule ville, Zirc, son chef-lieu.

## Localités
- Bakonybél
- Bakonynána
- Bakonyoszlop
- Bakonyszentkirály
- Borzavár
- Csesznek
- Csetény
- Dudar
- Lókút
- Nagyesztergár
- Olaszfalu
- Pénzesgyőr
- Porva
- Szápár
- Zirc